# Paul Wade
Paul Wade (né le 20 mars 1962 dans le Cheshire en Angleterre) est un joueur de football international australien d'origine anglaise, qui évoluait au poste de milieu de terrain.

## Biographie

### Carrière en sélection
Avec l'équipe d'Australie, il dispute 84 matchs (pour 10 buts inscrits) entre 1986 et 1996. Il figure notamment dans le groupe des sélectionnés lors de la Coupe d'Océanie de 1996.
Il dispute également les Jeux olympiques de 1988 avec la sélection australienne.

## Palmarès

### Palmarès en club
| Brunswick Juventus - Championnat d'Australie (1) : - Champion : 1985. |  | South Melbourne - Championnat d'Australie (1) : - Champion : 1990-91. - Coupe d'Australie (2) : - Vainqueur : 1989-90 et 1991-92. |

### Palmarès en sélection
Australie
- Coupe d'Océanie (1) :
  - Vainqueur : 1996.

### Palmarès individuel
- Joueur de l'année du championnat d'Australie (1) : 1988
- Médaille de l'Ordre d'Australie (OAM) (1) : 1995